# Mỹ Thiện
Mỹ Thiện là một xã thuộc tỉnh Đồng Tháp, Việt Nam.

## Địa lý
Xã Mỹ Thiện có vị trí địa lý:
- Phía đông bắc giáp xã Hậu Mỹ.
- Phía đông nam giáp xã Cái Bè.
- Phía tây bắc giáp xã Thanh Mỹ.
- Phía tây nam giáp xã Mỹ Lợi.
- Phía nam giáp xã Mỹ Đức Tây.
- Phía bắc giáp xã Đốc Binh Kiều.

Xã Mỹ Thiện có diện tích tự nhiên 62,59km², dân số năm 2025 là 27.745 người, mật độ dân số đạt 443 người/km².
Xã có Kênh 20, Kênh 5 là các kênh lớn.

## Hành chính
Xã Mỹ Tân có 4 ấp: 1, 2, 3, 4

## Lịch sử
Xã Mỹ Tân được tách ra từ các xã Mỹ Đức Tây, Mỹ Lợi B, Mỹ Lợi A, Mỹ Trung.
Ngày 16 tháng 6 năm 2025, Ủy ban Thường vụ Quốc hội ban hành Nghị quyết số 1663/NQ-UBTVQH15 về việc sắp xếp các đơn vị hành chính cấp xã của tỉnh Đồng Tháp năm 2025. Theo đó, sắp xếp toàn bộ diện tích tự nhiên, quy mô dân số của các xã Mỹ Tân (huyện Cái Bè), Mỹ Trung và Thiện Trung thành xã mới có tên gọi là xã Mỹ Thiện.
Sau khi sáp nhập, xã Mỹ Thiện có 62,59 km² diện tích tự nhiên và dân số 27.745 người.